# The X-Files (1.ª temporada)
A primeira temporada do seriado televisivo de ficção científica The X-Files, exibida originalmente pelo canal Fox Broadcasting Company durante o período de 10 de setembro de 1993 a 13 de maio de 1994, consiste em um conjunto de 24 episódios que dão início a narrativa sobre a dupla de agentes do FBI Fox Mulder (David Duchovny) e Dana Scully (Gillian Anderson), que atuam como investigadores de casos paranormais localizados em uma seção do bureau conhecida como "Arquivo X". Mulder é conhecido por sua crença na existência de vida extraterrestre, enquanto Scully (que é formada em medicina) rejeita as teorias do colega e busca explicações para os fenômenos vistos nos casos dentro do âmbito científico. Ao longo das investigações, ambos descobrem um conjunto de conspirações governamentais que tentam encobrir a verdade dos fatos.
O enredo inicial da série foi desenvolvido por Chris Carter, que buscou inspirações em outros seriados e em filmes, como Kolchak: The Night Stalker e The Twilight Zone. Carter inspirou-se ainda em uma matéria publicada por um jornal norte-americano que dizia que cerca de 3 milhões e 700 mil americanos alegavam ter vivido algum tipo de encontro imediato com seres alieníngenas. Através dele, Carter introduziu para o público personagens de grande importância dentro da mitologia do programa, entre eles Walter Skinner, O Canceroso e Garganta Profunda.
De forma geral, a temporada foi bem aceita pelo público e pela crítica especializada, dando início a construção do legado desenvolvido pela franquia durante os anos 90. Obteve bons índices de audiência, sendo a 105.ª mais vista durante sua exibição original. Obteve ainda duas indicações ao Primetime Emmy Awards de 1994, vencendo uma delas. Em consequência do êxito inicial, a Fox assinou com Carter para o desenvolvimento de uma segunda temporada, que foi exibida logo em seguida. Em maio de 2000, os 24 capítulos foram compilados em DVD e disponibilizados para compra pela primeira vez.

## Produção

### Desenvolvimento e filmagens

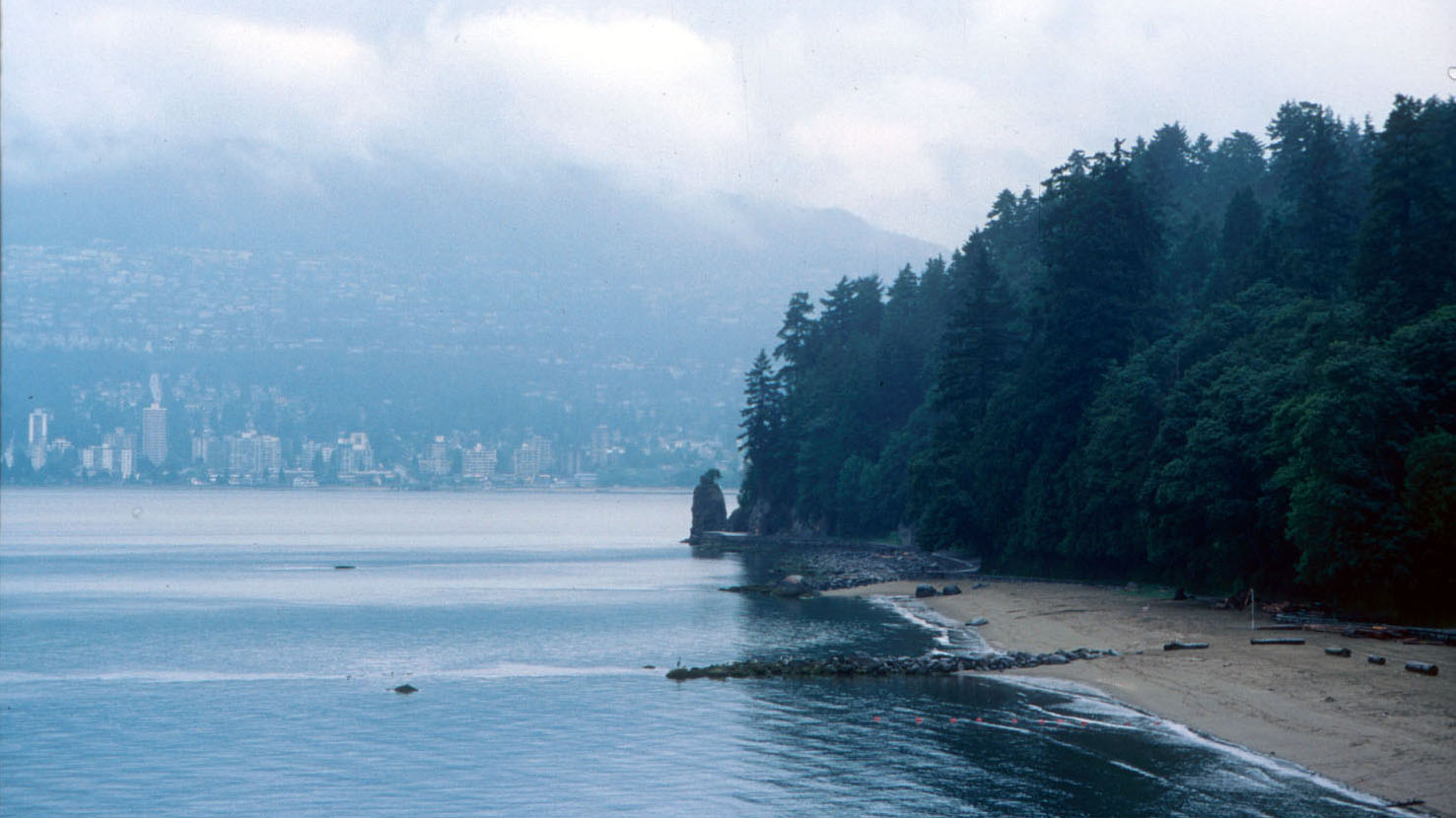
Cidade de Vancouver, no Canadá, para onde a produção da série foi transferida após dificuldades da produtora em localizar bons cenários para as cenas externas na cidade de Los Angeles.

Em meados dos anos 90, Chris Carter foi convidado pelo executivo Peter Roth para integrar o novo elenco de criadores contratados pela Fox Broadcasting Company. A ideia do canal era desenvolver novos projetos, como séries e filmes. Carter aceitou a proposta, e decidiu desenvolver uma nova série, que seria mais sombria e diferente das comédias e musicais que havia criado para a Walt Disney Company nos anos 80. Decidido a desenvolver um projeto mais voltado para o público adulto, o autor buscou inspiração em shows desenvolvidos ao longo das duas décadas anteriores, entre eles Kolchak: The Night Stalker, The Twilight Zone e Twin Peaks. Ele se baseou ainda na história do Caso Watergate e em uma matéria publicada por um jornal norte-americano, que relatava que cerca de 3 milhões e 700 mil americanos afirmavam ter sido abduzidos por seres extraterrestres. Ao mesclar todos esses conceitos, Carter acabou desenvolvendo o episódio piloto de The X-Files, que foi inicialmente rejeitado pelos executivos da emissora, o que forçou o autor a revisar o projeto. No processo, ele trabalhou em parceria com Daniel Sackheim, e buscou inspiração em mais obras de ficção científica e suspense, entre elas o filme The Silence of the Lambs, um dos grandes sucessos da década de 80.
Meses depois, Carter voltou a apresentar o piloto de The X-Files aos executivos da Fox, que aprovaram as melhorias no roteiro e autorizaram a produção da primeira temporada do show. Durante a primeira fase de produção, o autor descobriu a produtora Ten Thirteen Productions, com a qual fechou uma parceria. Seus planos iniciais eram de que as locações do seriado ficassem em Los Angeles, contudo, como a cidade não possuía locais favoráveis para as gravações da maioria das cenas, a produtora optou por transferir a produção para um lugar onde as "boas florestas" estivessem. A escolha foi a cidade de Vancouver, no Canadá. Ao perceber que essas cenas demandariam em boa parte filmagens externas que precisariam ter suas locações bem selecionada, Carter decidiu contratar dois gerentes de locação, ao invés de apenas um. A série continuaria sendo gravada em Vancouver até o fim de sua quinta temporada, quando as locações foram transferidas para Los Angeles a pedido de David Duchovny.

## Repercussão

### Recepção da crítica e audiência
A primeira temporada de The X-Files foi recebida de forma positiva tanto pela crítica quanto pelo público. No agregador de resenhas Metacritic, que estabele uma média de aprovação dos críticos com base nas resenhas recolhidas, deu a temporada 70 pontos de aprovação, dentre os 100 permitidos, baseados em 14 resenhas recolhidas e indicando "críticas geralmente favoráveis". Ken Tucker, resenhista do Entertainment Weekly, deu a temporada um (B-) e definiu a série como "o show mais subversivo e paranóico da TV" no ano de 1993. Ele ainda afirmou que apesar de seu ceticismo em relação a existência de OVNI's, atividades paranormais e "qualquer tipo de entretenimento que dramatize essas coisas", ele estava "viciado" na trama do seriado. David Hiltbrand, da revista People, deu um (B) a temporada inicial da série, declarando que "se os produtores conseguirem manter o clima assustador, esse show terá seus seguidores devotos. Merecidamente." Tony Scott, da revista Variety, também foi positivo em sua avaliação do seriado. Ele destacou o suspense construído por Carter e pelo diretor Robert Mandel "mesmo utilizando conceitos reciclados e efeitos visuais familiares", assim como a química entre David Duchovny e Gillian Anderson, que segundo ele "formam uma equipe sólida, não importa o quão desgastado esteja o tema." Scott elogiou ainda o roteiro de Carter, afirmando: "O diálogo de Carter é fresco sem ser consciente de si mesmo, e os personagens estão se envolvendo. A série arranca com conteúdo e imaginação, ambas as coisas inovadoras na TV atual."

## Episódios
Os episódios marcados com símbolo (‡) fazem parte do arco de Mitologia Alienígena da série.
| N.º na série | N.º na temp. | Título                  | Dirigido por     | Escrito por                     | Exibição original       | Cód. de produção | Audiência (milhões) |
| ------------ | ------------ | ----------------------- | ---------------- | ------------------------------- | ----------------------- | ---------------- | ------------------- |
| 1            | 1            | "Pilot"‡                | Robert Mandel    | Chris Carter                    | 10 de Setembro de 1993  | 1X79             | 12,0                |
| 2            | 2            | "Deep Throat"‡          | Daniel Sackheim  | Chris Carter                    | 17 de Setembro de 1993  | 1X01             | 11,1                |
| 3            | 3            | "Squeeze"               | Harry Longstreet | Glen Morgan & James Wong        | 14 de Setembro de 1993  | 1X02             | 11,1                |
| 4            | 4            | "Conduit"‡              | Daniel Sackheim  | Alex Gansa & Howard Gordon      | 1 de Outubro de 1993    | 1X03             | 9,2                 |
| 5            | 5            | "The Jersey Devil"      | Joe Napolitano   | Chris Carter                    | 8 de Outubro de 1993    | 1X04             | 10,4                |
| 6            | 6            | "Shadows"               | Michael Katleman | Glen Morgan & James Wong        | 22 de Outubro de 1993   | 1X05             | 8,8                 |
| 7            | 7            | "Ghost in the Machine"  | Jerrold Freedman | Alex Gansa & Howard Gordon      | 29 de Outubro de 1993   | 1X06             | 9,5                 |
| 8            | 8            | "Ice"                   | David Nutter     | Glen Morgan & James Wong        | 5 de Novembro de 1993   | 1X07             | 10,0                |
| 9            | 9            | "Space"                 | William Graham   | Chris Carter                    | 12 de Novembro de 1993  | 1X08             | 10,7                |
| 10           | 10           | "Fallen Angel"‡         | Larry Shaw       | Howard Gordon & Alex Gansa      | 19 de Novembro de 1993  | 1X09             | 8,8                 |
| 11           | 11           | "Eve"                   | Fred Gerber      | Kenneth Biller & Chris Brancato | 10 de Dezembro de 1993  | 1X10             | 10,4                |
| 12           | 12           | "Fire"                  | Larry Shaw       | Chris Carter                    | 17 de Dezembro de 1993  | 1X11             | 11,1                |
| 13           | 13           | "Beyond the Sea"        | David Nutter     | Glen Morgan & James Wong        | 7 de Janeiro de 1994    | 1X12             | 10,8                |
| 14           | 14           | "Gender Bender"         | Rob Bowman       | Larry Barber & Paul Barber      | 21 de Janeiro de 1994   | 1X13             | 11,1                |
| 15           | 15           | "Lazarus"               | David Nutter     | Alex Gansa & Howard Gordon      | 4 de Fevereiro de 1994  | 1X14             | 12,1                |
| 16           | 16           | "Young at Heart"        | Michael Lange    | Scott Kaufer and Chris Carter   | 11 de Fevereiro de 1994 | 1X15             | 11,5                |
| 17           | 17           | "E.B.E."‡               | William Graham   | Glen Morgan & James Wong        | 28 de Fevereiro de 1994 | 1X16             | N/A                 |
| 18           | 18           | "Miracle Man"           | Michael Lange    | Chris Carter & Howard Gordon    | 18 de Março de 1994     | 1X17             | 11,6                |
| 19           | 19           | "Shapes"                | David Nutter     | Marilyn Osborn                  | 1 de Abril de 1994      | 1X18             | 11,5                |
| 20           | 20           | "Darkness Falls"        | Joe Napolitano   | Chris Carter                    | 15 de Abril de 1994     | 1X19             | 12,5                |
| 21           | 21           | "Tooms"                 | David Nutter     | Glen Morgan & James Wong        | 22 de Abril de 1994     | 1X20             | 13,4                |
| 22           | 22           | "Born Again"            | Jerrold Freedman | Howard Gordon & Alex Gansa      | 29 de Abril de 1994     | 1X21             | 13,7                |
| 23           | 23           | "Roland"                | David Nutter     | Chris Ruppenthal                | 6 de Maio de 1994       | 1X22             | 12,5                |
| 24           | 24           | "The Erlenmeyer Flask"‡ | R. W. Goodwin    | Chris Carter                    | 13 de Maio de 1994      | 1X23             | 14,0                |